# Mosset
Mosset (em catalão:  Mosset) é uma comuna francesa na região administrativa da Occitânia, no departamento dos Pirenéus Orientais. Estende-se por uma área de 71.93 km², e possui 313 habitantes, segundo o censo de 2018, com uma densidade de 4.4 hab/km².